# Javan Vidal
Javan Noel Vidal (* 10. Mai 1989 in Manchester) ist ein englischer Fußballspieler.
Der Verteidiger Javan Vidal spielt seit 2005 bei Manchester City. Dort unterschrieb er drei Jahre später einen Profivertrag. Im September 2008 spielte er auf Leihbasis bei Grimsby Town und absolvierte dort drei Ligaspiele. Zwischen Januar und Juni 2009 spielte er auf Leihbasis beim FC Aberdeen und bestritt dort 13 Ligaspiele. Zwischen Februar und Juni 2010 spielte er auf Leihbasis bei Derby County und absolvierte dort ein Ligaspiel. Vidals Vertrag lief bis Juni 2011 und wurde nicht verlängert. Außerdem war er englischer U-19-Nationalspieler und bestritt 2009 zwei Länderspiele für die englische U-20-Nationalmannschaft.